# Kyle Lauletta
Kyle Lauletta (* 17. März 1995 in Exton, Pennsylvania) ist ein US-amerikanischer American-Football-Spieler auf der Position des Quarterbacks. Zuletzt spielte er bei den Jacksonville Jaguars im Practice Squad.

## Frühe Jahre
Lauletta ging in Downingtown, Pennsylvania, auf die Highschool. Zwischen 2013 und 2017 besuchte er die University of Richmond, wo er für das Collegefootballteam den aktuellen Schulrekord in geworfene Yards (10.465) und geworfene Touchdowns (73) stellt.

## NFL

### New York Giants
Lauletta wurde im NFL-Draft 2018 in der vierten Runde an 108. Stelle von den New York Giants ausgewählt. Er wurde am 9. Dezember 2018, beim 40:16-Sieg gegen die Washington Redskins im vierten Viertel für den etatmäßigen Quarterback Eli Manning eingewechselt. Er warf fünf nicht vollendete Pässe, davon eine Interception zu Washingtons Linebacker Mason Foster. Am letzten Spieltag der Saison kam Lauletta noch einmal als Blocker zum Einsatz.
Lauletta wurde am 31. August 2019 entlassen.

### Philadelphia Eagles
Am 1. September 2019 unterschrieb Lauletta einen Vertrag bei den Philadelphia Eagles. Nachdem er die Saison 2019 im Practice Squad der Eagles verbracht hatte, wurde er vor der Saison 2020, am 17. August, entlassen.

### Atlanta Falcons
Am 2. September 2020 unterschrieb er einen Vertrag bei den Atlanta Falcons. Nachdem er drei Tage später zum Practice Squad der Falcons hinzugefügt wurde, wurde er bereits am 22. September wieder entlassen.

### Cleveland Browns
Am 16. Oktober 2020 wurde Lauletta in dem Practice Squad der Cleveland Browns aufgenommen. Am 31. August 2021 wurde er noch vor der neuen Saison wieder entlassen.

### Jacksonville Jaguars
Am 2. September 2021 verpflichteten die Jacksonville Jaguars Lauletta für ihren Practice Squad.

### Zweiter Aufenthalt bei den Cleveland Browns
Am 17. Dezember 2021 wurde Lauletta von den Browns erneut aufgenommen. Am 4. Januar 2022 wurde er wieder entlassen.

## USFL
Am 22. Februar 2022 wurde Lauletta von den Pittsburgh Mules aus der USFL unter Vertrag genommen. Am 25. Mai 2022 wurde er wieder entlassen. Am gleichen tag unterschrieb er einen Vertrag bei den New Jersey Generals.

## Trivia
2017 und 2018 wurde Lauletta, auch während seiner Zeit bei den New York Giants, wegen mehrerer Verkehrsdelikte unter Anklage gestellt (u. a. Rücksichtsloses Fahrverhalten).